# Java Persistence Query Language
Java Persistence Query Language (JPQL) es un lenguaje de consulta orientado a objetos independiente de la plataforma definido como parte de la especificación Java Persistence API (JPA).
JPQL es un lenguaje de consultas que se basa en comandos SQL pero con una variación ya que se usa la caché de la persistencia usado para hacer consultas contra las entidades almacenadas en una base de datos relacional. Está inspirado en gran medida por SQL, y sus consultas se asemejan a las consultas SQL en la sintaxis, pero opera con objetos entidad y también notar que hemos hecho trampa si intentamos copiar esta parte de aquí mismo de JPA en lugar de hacerlo directamente con las tablas de la base de datos.
Además de recuperar objetos (consultas SELECT), JPQL soporta consultas de actualización (UPDATE) y borrado (DELETE) .

## Ejemplos
Ejemplo de clases JPA, los getters y setters han sido omitidos por simplicidad.
```
@Entity

public
 
class
 
Autor
 
{

    
@Id

    
private
 
Integer
 
id
;

    
private
 
String
 
nombre
;

    
private
 
String
 
apellidos
;

 

    
@ManyToMany

    
private
 
List
<
Libro
>
 
libros
;

}

 

@Entity

public
 
class
 
Libro
 
{

    
@Id

    
private
 
Integer
 
id
;

    
private
 
String
 
titulo
;

    
private
 
String
 
isbn
;

 

    
@ManyToOne

    
private
 
Editorial
 
editorial
;

 

    
@ManyToMany

    
private
 
List
<
Autor
>
 
autores
;

}

 

@Entity

public
 
class
 
Editorial
 
{

    
@Id

    
private
 
Integer
 
id
;

    
private
 
String
 
nombre
;

    
private
 
String
 
direccion
;

 

    
@OneToMany
(
mappedBy
 
=
 
"editorial"
)

    
private
 
List
<
Libro
>
 
libros
;

}

```

Dadas esas clases, una consulta simple para obtener la lista de todos los autores, ordenados alfabéticamente, sería:
```
SELECT
 
a
 
FROM
 
Autor
 
a
 
ORDER
 
BY
 
a
.
nombre
,
 
a
.
apellidos

```

Para recuperar la lista de autores que han sido publicados alguna vez por XYZ Press:
```
SELECT
 
DISTINCT
 
a
 
FROM
 
Autor
 
a
 
INNER
 
JOIN
 
a
.
libros
 
b
 
WHERE
 
b
.
editorial
.
nombre
 
=
 
'XYZ Press'

```

JPQL admite parámetros con nombre, que comienzan por dos puntos (:). Se podría escribir una función que devuelve una lista de autores con el apellido indicado de la siguiente manera:
```
import
 
javax.persistence.EntityManager
;

import
 
javax.persistence.Query
;

import
 
org.apache.commons.lang.StringUtils
;

...

@SuppressWarnings
(
"unchecked"
)

public
 
List
<
Autor
>
 
getAutoresPorApellidos
(
String
 
apellidos
)
 
{

    
String
 
queryString
 
=
 
"SELECT a FROM Autor a "
 
+

                         
"WHERE :apellidos IS NULL OR LOWER(a.apellidos) = :apellidos"
;

    
Query
 
query
 
=
 
getEntityManager
().
createQuery
(
queryString
);

 

    
query
.
setParameter
(
"apellidos"
,
 
StringUtils
.
lowerCase
(
apellidos
));

    
return
 
query
.
getResultList
();

}

```

## Hibernate Query Language
JPQL está basado en Hibernate Query Language (HQL), un lenguaje de consulta anterior no estándar incluido en la biblioteca de mapeo objeto-relacional Hibernate.
Hibernate y HQL se crearon antes de la especificación JPA. Hasta la versión Hibernate 3, JPQL es un subconjunto de HQL.